# بعثة هارفارد الطبية الافريقية
بعثة هارفارد الطبية الافريقية 1926-1927 كانت مغامرة لثمانية رجال ارسلتهم جامعة هارفارد لغرض أساسي هو إجراء مسح طبي وبيولوجي لليبيريا والغرض الثاني هو عبور أفريقيا من ساحل إلى ساحل - من الغرب إلى الشرق – عبر الكونغو البلجيكية (ومناطق أخرى) من اجل إجراء دراسة مقارنة نتائجهم الليبيرية. علاوة على ذلك كان الجزء الداخلي الليبيري أقرب إلى تيرا انكوجيتا في الغرب حيث لم يكن هناك مسح طبي او علمي سابق للمنطقة ولا أي بعثة مسجلة إلى المناطق النائية الليبيرية. كان قائد البعثة هو ريتشارد بيرسون سترونق (اول بروفيسور الطب المداري لهارفارد)، والاخرون علماء حيوانات وهم هارولد جيفرسون كوليدج جونيور (مساعد امين الثدييات في هارفارد) والدكتور غلوفر موريل الين وعالم الحشرات الدكتور جوزيف تشارلز بكويرت وعالم النبات وبروفيسور في جامعة واشنطن في سانت لويس دايفيد إتش ليندر وعالم الجراثيم الدكتور جورج سي شاتوك وعالم الجراثيم الدكتور ماكس تيلر ومساعد عالم الطيور لورينغ ويتمان (ايضاً طالب طب ومصور في هارفارد). كانت البعثة ناجحة وبينما كان الهدف الرئيسي منها هو استكشاف الأمراض المدارية، فقد تم جمع العديد من العينات الحيوانية ودُرست عادات القبائل الأصلية. نُشرت قصة سفرهم ذهاباً وإياباً عبر ليبيريا وتقارير الأمراض التي اكتشفوها التي امرضت السكان والحيوانات والنباتات في مجلدين جمهورية ليبيريا الأفريقية وكونغو البلجيكية: استناداً إلى الملاحظات التي تم اجراؤها والمواد التي تم جمعها خلال بعثة هارفارد الأفريقية 1927-1926 كُتبت من قبل الدكتور سترونق بمشاركة أعضاء اخرون من البعثة ومسؤولي هارفارد.

## اغراض البحث
اثناء البحث في الطب المداري كانت الامراض والحياة البرية والاستكشاف بشكل عام الغرض الأساسي من بعثة هارفارد. أشار الدكتور سترونق إلى سببين سياسيين واقتصاديين للمشروع ايضاً:
1. السياسي هو كونها مستعمر أمريكي سابق وفي ذلك الوقت الجمهورية الوحيدة التي تحكمها أفريقيا في أفريقيا، فكانت للولايات المتحدة مصلحة في الشؤون الليبيرية حيث عملت كمستشارين ماليين للدولة منذ معاهدة فرساي.[1]
2. اقتصادياً، حصلت شركة فايرستون للإطارات والمطاط على عقد إجار لمدة 99 عاماً لأكثر من مليون فدان في ليبيريا بغرض زراعة مزارع المطاط التي يديرها العمال المحليون.[1] كان السيد هارفي أس فايرستون مهتم جداً بالفطريات النباتية التي يمكنها تدمير أشجار المطاط والمحاصيل والأمراض المدارية التي أُبتلي بها عمال مزارع المطاط الحاليين والمحتملين.[3] في الواقع، بينما كان دور شركة فايرستون الداعم للبعثة دائماً ما يقلل منه، الا أن المراجعات التي أُصدرت منذ حينها كشفت عن المساعدة المالية والمادية لمجموعة البعثة خلال رحلتهم.

ومع ذلك، كان العنصر الجغرافي الذي تغلب على المشروع بأكمله حيث كانت المناطق الداخلية الليبيرية غير معروفة للغرب تماماً وهذا يعني انه كان على الدكتور سترونق وشركائه صنع الخرائط خلال رحلتهم، بالنسبة للخرائط الحالية التي وجدوها كانت غير دقيقة ابداً: "لم يتم مسح الجزء الأكبر من البلد من وجهة نظر جغرافية، ويتم وضع السمات البارزة بشكل غير دقيق على الخرائط المختلفة التي يمكن الحصول عليها … عادةً تكون مصادر ومجاري الأنهار ومرتفعات الجبال وحالات ومواقع المدن افتراضية. وجدنا أن أسماء اغلبية المدن والقرى في المناطق الداخلية المسجلة على الخرائط المنشورة غير معروفة لسكان المناطق المعنية." على هذا النحو كانت توجد الكثير من الأنظار على البعثة الطبية لانها لن تفيد البحوث الطبية والحيوانية فقط، بل ايضاً الانثروبولوجيا والجيولوجيا إلى جانب وجهات النظر الحكومية والتجارية بشأن ليبيريا فيما يتعلق بالوضع الحالي للدولة.  

## اللقاء مع الرئيسة سواه كوكو
عند وصوله إلى العاصمة الليبيرية مونروفيا بدأ الدكتور سترونق وشركائه تسوية التصاريح وقضايا الطريق ومقابلة كبار الشخصيات. بعدها، مع تسوية هذه المخاوف اللوجيستية مع بداية شهر أغسطس وبعد القيام بمشاريع صغيرة لجمع العينات في الريف، قاموا بالبدأ في نهر دو إلى اول ثلاثة مزارع فايرستون قبل السفر إلى المناطق النائية التي لم تكن فعلياً تحت سيطرة الحكومة المركزية بالكامل. كان هدف البعثة هو غبارنجا -التي كانت تسمى سابقاً غانغا- (حيث كانوا يريدون انشاء معسكرهم الأساسي والذي قاموا بإنشائه)، قاموا بالسفر خلال العديد من المدن والقرى في الطريق ومع ذلك في حين واجهت ولاحظت  البعثة العديد من القبائل الأفريقية خلال هذه المرحلة من رحلتهم وبعدها، وقع احد اكثر اجتماعاتهم شهرة تاريخياً في بداية سبتمبر قبل وصولهم إلى غبارنجاا مباشرةً. كان هذا اللقاء مع زعيمة قبائل باراماونت الشهيرة سواه كوكو من سواكوكو وهي امرأة هائلة كان عمرها التقديري 70-60 عاماً وهي الرئيسة الوحيدة للدولة. بعد قضاء بضع ليالي في ميدانها وصف الغربيون الرئيسة سواه كوكو بأنها بالرغم من عمرها وكونها شبه عمياء فهي أظهرت "ذكاء مفاجئ في حديثها وانها على ما يبدو مهابة ومحترمة ومطاعة في مجتمعها." في الواقع، في حين ساد السلام حالياً، لاحظت بعثة هارفارد علامات حربها السابقة مع قوة الحدود الليبيرية في المجمع المحصن بشدة الذي كان منزلها وهو سلام تفاوضت عليه الرئيسة سواه كوكو سابقاً وبنجاح مع الحكومة الليبيرية. ولذلك أهميتها ليست فقط في السياسة الليبيرية بل ايضاً للمبتعث كونها حكمت منطقة إستراتيجية من حيث انها كانت بمثابة نقطة عبور رئيسية إلى المناطق النائية الليبيرية، في الواقع "بدون اذنها وكرمها بعثة هارفارد لم تكن ستستطيع السفر اكثر داخل غابانا وما بعدها." مهمة تولتها الرئيسة بشكل جيد جداً والذي أشار اليه الدكتور سترونق في كتابه "مقاطعتها كانت على ما يبدو محكومة بشكل جيد، وحافظت على كل الوعود التي قطعتها اثناء وجودنا في المجتمع وردودها على طلباتنا المتعلقة بشكل رئيسي بمبيعات الغذاء والنقل وفحص شعبها." ومع ذلك وقع بين الرئيسة والغربيين صدمة ثقافية طفيفة غير ضارة أحدها يرجع إلى كون الرئيسة امرأة، بإختصار، مع العلم أن الحصول على تأييد الحكام المحليين كان ضرورياً لنجاح البعثة، الدكتور سترونق امطرهم بالهدايا التي تتكون غالباً شراب الجن والتبغ. ولكن كما يذكر البروفيسور في مذكراته:  
كانت ترغب بالمصافحة. قدمت لها علبة نفخة بودرة ومرآة وزجاجة عطر صغيرة. بدت سعيدة بهذه الهدايا لكن قالت انها تأملت بأن يكون لدينا شراب الجن والتبغ وأنها كانت سعيدة بشكل خاص لرؤيتنا لأنها اعتقدت أن لدينا هذ الأشياء. في الواقع، كان كل ما لدينا من شراب الجن التجاري كان خلفنا. أعطيت اخر زجاجتين منه مع بعض التبغ وعلبة من لحم البقر وصندوق من السردين إلى رئيس ومفتش زينشو كدفعة. وسنعطي السيدة العجوزة بعض التبغ عندما تزودنا بالحمالين كما وعدتنا، وسأترك كلمة لجورج لإعطائها بعض شراب الجن.  
كانت الرئيسة سواه كوكو جيدة مثل كلمتها، عندما واجهت البعثة الطبية صعوبات في تأمين مساعدة الحمالين خلال رحلتهم الليبيرية كانت للرئيسة سواه كوكو دور فعال في توفيرهم. في حين بقاء أعضاء البعثة مع الرئيسة الشهيرة كان قصيرًا فأن الضيافة والمساعدة التي قدمتها لهم جعل لقائها حدثاً مهماً.

## التوثيق والتراث
كانت بعثة هارفارد الطبية الأفريقية ناجحة مع جمع عدد لا يحصى من العينات وسجلت عادات القبائل مثل سواه كوكو وعادات غبانغا وما وراء ليبيريا في الكونغو. علاوة على ذلك، اسفرت مساعي التصوير الفوتوغرافي في لورينغ ويتمان عن العديد من الصور تتراوح بين بين الحياة البرية المحلية واللباس والأنشطة اليومية للقبائل إلى امراض أكل اللحم والالتواء التي كانت دراستها هي الغرض الأساسي من المشروع، كلها وتفاصيلها تتم طباعتها وشرحها وتحليلها في مجلدين الدكتور سترونق جمهورية ليبيريا الأفريقية والكونغو البلجيكية: استناداً إلى الملاحظات والمواد التي تم جمعها خلال بعثة هارفارد الأفريقية 1927-1926. أعاد هارولد كوليدج غوريلا كبيرة لا تزال معروضة في متحف هارفارد لعلم الحيوان المقارن، وفي عام 1929 نشر مراجعة لجنس الغوريلا الذي يشكل أساس علم التصنيف الحديث لجنس الغوريلا. إرث البعثة الطبية ذو شقين: في ذلك الوقت وكما ذكر الدكتور سترونق، عودة البعثة دفعت الولايات المتحدة إلى اتخاذ خطوات لتصحيح الظروف الغير صحية التي لوحظت في مونروفيا وبالإضافة إلى "كان هناك الكثير من الدعاية والاهتمام فيما يتعلق بالفرص التي قدمها الدكتور هارفي إس فايرستون. ومع ذلك فالإرث الأهم للبعثة هو، مثل الغوريلا، التراكم الدائم وحيازة المعرفة والعينات للدراسة في العديد من المجالات.